# Viktor Pospischil
Viktor Pospischil (* 21. Jänner 1922 in Wien; † 24. April 1983 in Neunkirchen) war ein österreichischer Politiker und Redakteur. Pospischil war von 1949 bis 1956 Abgeordneter zum Landtag von Niederösterreich.
Pospischil war nach der Matura als Chemigraf beschäftigt. Während des Zweiten Weltkriegs leistete er den Militärdienst ab und wurde durch seine Teilnahme kriegsversehrt. Nach dem Zweiten Weltkrieg war Pospischil als Redakteur tätig und war 1949 Mitgründer und Obmann der „Vereinigung fortschrittlicher Sozialisten“ (Linkssozialisten). Pospischil gehörte vom 5. November 1949 bis zum 19. September 1956 dem Niederösterreichischen Landtag an. Er legte sein Landtagsmandat mit Schreiben vom 2. August 1956 nieder, da er die Fusion der Linkssozialisten mit der KPÖ ablehnte.